# Szebik Imre
Szebik Imre (Lébény, 1939. február 9. –) az Északi evangélikus egyházkerület nyugalmazott püspöke.

## Családja
Két gyermeke és hét unokája van. Nagybátyja, Szebik Károly a montréali első magyar evangélikus gyülekezet lelkipásztora volt 1952-ben bekövetkezett elhunytáig.

## Életpályája
Földműves családban született. Általános iskolába Lébénybe járt, három évet még az evangélikus elemiben tanult, majd Győrött a Révai Miklós Gimnáziumban érettségizett 1957-ben. Ugyanez év őszén kezdte meg tanulmányait a budapesti Evangélikus Teológiai Akadémián, ahol jeles eredménnyel szigorlati vizsgát tett. 1962. június 29-én szentelte lelkésszé D. Dr. Vető Lajos püspök a Budapest–Óbudai templomban.
Segédlelkészként szolgált a miskolci gyülekezetben 1962–65 között, majd a komáromi gyülekezet hívta meg lelkipásztorának. 1968-ban a miskolci egyházközség választja meg lelkészének, ahol 1985-ig szolgál. 1975–85 között a Borsod-Hevesi Egyházmegye esperese.
Közben házasságot köt Ferenczi Mária zenetanárral 1964-ben.
1971–72-ben a svájci Bossey-i főiskolán és a zürichi egyetemen tanult ösztöndíjasként. 1985-ben a Bp. Budavári gyülekezet hívta meg lelkészének. Még ez évben esperesként is beiktatják a budai egyházmegye élén. 1990. március 17-én iktatták be az Északi Egyházkerület püspökének. 1999 decemberétől az elnök-püspöki tisztet is viselte 2006-ban történt nyugalomba vonulásáig.
1983-tól tagja a LEKKJ (Európai Evangélikus Egyházak és a Zsidóság) LVSZ-szel (Lutheránus Világszövetség) együttműködő bizottságának, amelynek elnöke is 1996 és 2000 között. 1996 óta a kolozsvári Protestáns Teológiai Intézet tiszteletbeli doktora.

## Megjelent művei
- A miskolci Evangélikus Egyházközség története. 1983. (társszerző)
- Felelősségünk az élő világért. 1994 (társszerző)
- Tanúságtétel. 2000.
- Isten küldetésében. 2011.